# ريكاردو تافاريللي
ريكاردو تافاريللي (بالإسبانية: Ricardo Tavarelli)‏ (مواليد 2 أغسطس 1970) هو لاعب كرة قدم. يلعب مع منتخب باراغواي لكرة القدم. سبق له أن لعب في كأس العالم لكرة القدم مع منتخب بلاده.

## روابط خارجية
- ريكاردو تافاريللي على موقع الاتحاد الدولي (مؤرشف)  (الإنجليزية)
- ريكاردو تافاريللي على موقع الاتحاد الأوربي (الإنجليزية)
- ريكاردو تافاريللي على موقع قاعدة بيانات كرة القدم.إي يو (الإنجليزية)
- ريكاردو تافاريللي على موقع ناشيونال فوتبول تيمز (الإنجليزية)